# Ochratoksyny
Ochratoksyny – grupa mykotoksyn produkowanych przez grzyby tworzące pleśń z gatunku Aspergillus (np. kropidlaka czarnego i A. carbonarius) i Penicillium (np. P. verrucosum). W grupie tej wyróżnia się ochratoksynę A, B i C. Podejrzewa się je o bycie czynnikiem etiologicznym endemicznej nefropatii, zwanej nefropatią bałkańską, a także o działanie karcynogeniczne (wywoływanie nowotworów dróg moczowych i wątroby), immunosupresyjne oraz teratogeniczne. Zatrucie ochratoksynami występujące u ludzi, świń i kur nosi nazwę ochratoksykozy.